# Neon Synthesis
Neon Synthesis ist eine italienische Synth-Rock- und Nu-Metal-Band der Schwarzen Szene aus Brescia.

## Geschichte
Die Band wurde im April 2004 gegründet. Im Jahr 2005 steuerten Neon Synthesis eine Depeche Mode Coverversion von Everything Counts zur ersten italienischen Tributealbum von Depeche Mode bei. Am 27. April 2006 veröffentlichten sie ein selbstproduziertes Album mit dem Titel Our Empty Rooms, das 10 Lieder enthält. Das zweite Album, ein Konzeptalbum, mit dem Titel Alchemy of Rebirth wurde am 29. Februar 2009 veröffentlicht. Weitere Veröffentlichungen blieben folgend aus, dennoch negierten die Musiker noch im Jahr 2020 eine Auflösung.

## Rezeption und Stil
Die Gruppenmitglieder selbst nennen zahlreiche musikalischen Einflüsse. In einer für das deutsche Webzine Metal.de verfassten Rezension wird die Musik von Neon Synthesis gelobt. Die Musiker, so hieß es, „präsentieren einen unheimlich dichten Sound, der durch druckvolle Gitarren, treibenden Drums und melodisch-eingängigen Synthieflächen geprägt ist. Gerade diese elektronischen Synthiepassagen sind es, die die Songs sehr frisch und lebendig wirken lassen und einen sehr angenehmen Gegenpol zu den Gitarren darstellen.“ Ähnlich hoch lobte das Webzine Terrorverlag Alchemy of Rebirth, es sei das „Album einer Band, die problemlos in der internationalen Liga ganz oben mitspielen könnte.“

## Diskografie
- 2006: Our Empty Rooms (Album, Eigenveröffentlichung)
- 2009: Alchemy of Rebirth (Album, Subsound Records / Gravitator Records)